# Животиње које лете или клизају ваздухом
Многе животиње су способне за кретање по ваздуху, било активним летењем или клизањем. Ова особина се еволуцијом појавила много пута, без иједног претка. Лет је еволуирао најмање четири пута код животиња: инсеката, птеросаура, птица и слепих мишева. Клизање је еволуирало у много више наврата. Обично је развој имао за циљ да омогући животињама које живе у крошњама да пређу са дрвета на дрво, мада постоје и друге могућности. Клизање се, посебно, развило међу прашумским животињама, посебно у прашумама у Азији (посебно Борнеу), где су дрвећа висока и широко размакнута. Неколико врста водених животиња, као и неколико водоземаца и гмизаваца такође је еволуирало да стекну ову способност клизања, обично као средство за избегавање предатора.

## Врсте
Кретање животиња у ваздуху може се поделити у две категорије - активно и пасивно. У пасивним начинима кретања, животиња користи аеродинамичке силе које делују на тело услед ветра или пада кроз ваздух. Приликом активног лета, животиња користи мишићну снагу за стварање аеродинамичких сила за узлетање или одржавање стабилног, равног лета.

### Пасиван лет
Ови начини кретања обично захтевају да животиња крене са повишене локације, претварајући ту потенцијалну енергију у кинетичку енергију и користећи аеродинамичке силе за контролу путање и угла спуштања. Енергија се непрестано губи, па су ове методе кретања ограниченог домета и трајања.
- Пад: смањење висине под силом гравитације, без прилагођавања за повећање отпора или подизања.
- Падобранство: пад под углом већим од 45° у односу на хоризонталу са прилагођавањем ради повећања сила отпора. Ветар може да однесе веома мале животиње. Неке животиње које клизе могу користити своје клизне мембране за повлачење, а не за подизање, ради сигурног спуштања.
- Клизно летење: пад под углом мањим од 45° у односу на хоризонталу са подизањем са прилагођених аеропрофилних мембрана. Ово омогућава полако падајуће усмерено хоризонтално кретање, уз поједностављење ради смањења сила вуче ради ефикасности аеропрофила и често уз одређену маневарску способност у ваздуху. Клизајуће животиње имају мањи однос ширине и висине крила од правих летача.

### Активан лет
Активан лет еволуирао је најмање четири пута: прво код инсеката, затим код птеросаура, затим код птица и последњи код слепих мишева. Међутим, студије о диносаурусима тероподима указују на више (≥3) независних аквизиција активног лета, а недавна студија указује и на независне аквизиције међу различитим класама слепих мишева. Активни лет користи мишиће за стварање аеродинамичке силе, што омогућава животињи да производи подизање и потисак. Животиња се може попети без помоћи ваздуха који се подиже.

### Напајање споља
Балонирање и лебдење не покрећу мишићи, већ спољни аеродинамички извори енергије: ветар и повећање топлоте. Обоје се може наставити све док је извор спољне енергије присутан. Лебдење се типично види само код врста способних за активан лет, јер захтева изузетно велика крила.
- Балонирање: дизање у ваздух због аеродинамичког утицаја на дугачке нити на ветру. Одређени бескичмењаци (зглавкари) који производе нити, углавном мали или млади пауци луче посебне лагане танке нити за балонирање, понекад путују на велике раздаљине на великим висинама.
- Лебдење: клизање у ваздуху који се диже или се на неки други начин креће, што захтева специфичне физиолошке и морфолошке адаптације које могу одржати животињу у ваздуху без махања крилима. Ваздух који се диже је последица температуре, ветра или других метеоролошких карактеристика. Под правим условима, лебдење ствара повећање висине без трошења енергије. За ефикасно лебдење потребни су велики распони крила.

Многе врсте ће користити више ових начина у различито време; соко ће користити активан лет да би се уздигао, затим винуо у термалне токове, а затим се спуштао слободним падом да би ухватио плен.

## Еволуција и екологија

### Клизање и падобранство
Иако се клизање одвија независно од активног лета, оно има неке еколошке предности јер је то најједноставнији облик лета. Клизање је веома енергетски ефикасан начин путовања од дрвета до дрвета. Иако кретање кроз крошњу која се протеже дуж грана може бити мање енергетски захтевно, бржи прелаз између дрвећа омогућава веће могућности сакупљања хране на одређеном месту. Размере клизања могу зависити од величине и тренутног понашања. Мањи комади хране траже мање времена клизања на краћим удаљеностима, и веће количине хране могу се набавити у краћем временском периоду. Многе животиње које клизе једу храну ниске енергије као што је лишће и због тога су ограничене на клизање, док летеће животиње једу више хране високе енергије, нпр. воће, нектар и инсекте. Равнотежно клизање, које постиже константну брзину и угао клизања, теже је постићи са повећањем величине животиња. Веће животиње морају да клизе са много веће висине и веће удаљености како би га учиниле енергетски корисним. Клизање је такође веома погодно за избегавање предатора, омогућавајући контролисано циљано слетање у сигурнија подручја.
Широм света, дистрибуција клизећих животиња је неуједначена јер већина насељава кишне шуме у југоисточној Азији. (Упркос наизглед погодним стаништима кишних шума, неколико их се налази у Индији или Новој Гвинеји, а ниједна на Мадагаскару.) Осим тога, у Африци се налазе различити клизећи кичмењаци, породица хилида (летећих жаба) живи у Јужној Америци, а неколико врста клизних веверица налази се у шумама северне Азије и Северне Америке. Различити фактори изазивају ове разлике. У шумама југоисточне Азије доминантно дрвеће са крошњом (обично Dipterocarpaceae) је више од дрвећа других шума. Структура шума и удаљеност између дрвећа утичу на развој клизања унутар различитих врста. Већи старт пружа конкурентску предност даљем клизању и даљим путовањима. Клизни предатори могу ефикасније тражити плен. Мањи број инсеката и ситних кичмењака као плен за месождере (попут гуштера) у азијским шумама може бити фактор. У Аустралији многи сисари (и сви клизачи сисара) поседују, у одређеној мери, репове који се увијају. Глобално, мање клизајуће врсте имају репове попут перја, а веће врсте имају крзном прекривене округле грмолике репове али мање животиње се више ослањају на падобранство него на развој клизних мембрана. Клизне мембране, патагијум, сврстане су у 4 групе пропатагијума, дигипатагијума, плагиопатагијума и уропатагијума. Ове мембране се састоје од два чврсто повезана слоја коже који повезују мишиће и везивно ткиво између предњих и задњих удова.

### Еволуција активног лета
Активни лет се недвосмислено развио само четири пута - птице, слепи мишеви, птеросаури и инсекти. За разлику од клизања, које је еволуирало чешће, све три постојеће групе летача имају огроман број врста, што сугерише да је лет врло успешна стратегија када се једном развије. Слепи мишеви, после глодара, имају највише врста од било ког реда сисара, око 20% свих врста сисара. Птице имају највише врста од било које класе копнених кичмењака. Коначно, инсекти (од којих већина лети у неком тренутку свог животног циклуса) имају више врста него све остале групе животиња заједно.
Еволуција лета једна је од најупечатљивијих и најзахтевнијих у еволуцији животиња и привукла је пажњу многих истакнутих научника и изнедрила многе теорије. Осим тога, због тога што су летеће животиње мале и мале масе, склони су да се ретко и слабо фосилизују у поређењу са већим копненим врстама са тежим костима које деле станишта. Фосили летећих животиња имају тенденцију да буду ограничени на изузетне фосилне наслаге настале под веома специфичним околностима, што резултира генерално лошим фосилним записима и посебним недостатком прелазних облика. Надаље, будући да фосили не чувају понашање или мишиће, може бити тешко разликовати лошег летача и доброг клизача.
Инсекти су први развили лет, пре отприлике 350 милиона година. Развојно порекло крила инсеката остаје спорно, као и сврха пре правог лета. Један предлог је да су крила у почетку еволуирала од душничних шкржних структура и да су кориштена за хватање ветра за мале инсекте који живе на површини воде, док је други да су еволуирала од параноталних режњева или структура ногу и постепено напредовала од падобранства до клизања.
Птеросаури су следећи који су развили лет, пре отприлике 228 милиона година. Ови гмизавци били су блиски сродници диносауруса и достигли су огромне величине, а неки од последњих облика били су највеће летеће животиње икада настањене на Земљи, са распоном крила од преко 9,1 м. Међутим, обухватале су велики распон величина, до 250 мм распона крила код Немиколоптеруса.
Птице имају опсежан фосилни запис, заједно са многим облицима који документују њихову еволуцију од малих диносауруса теропода и бројних облика теропода налик птицама које нису преживеле масовно изумирање крајем креде. Заиста, Археоптерикс је вероватно најпознатији прелазни фосил на свету, како због мешавине рептилске и птичје анатомије, тако и због среће да је откривен само две године након Дарвинове публикације О пореклу врста.
Слепи мишеви су имали најновију еволуцију (пре око 60 милиона година), највероватније од лепршавог претка, иако је њихов лош фосилни запис ометао детаљније проучавање.
Познато је да се само неколико животиња специјализовало за летење: већи од изумрлих птеросауруса и неке велике птице. Активни лет је енергетски веома скуп за велике животиње, али повећање њихове величине је предност јер им омогућава ниско оптерећење крила, односно велику површину крила у односу на њихову тежину, што максимизира подизање. Летење је веома енергетски ефикасно.

## Границе и крајности

### Летење и једрење
- Највећи. Некада се сматрало да је највећа позната летећа животиња Птеранодон, птеросаур са распоном крила до 7,5 м. Међутим, недавно откривени азхдархид птеросаур Quetzalcoatlus је много већи, са проценама распона крила од 9 до 12 м. Неке друге недавно откривене врсте азхдархид птеросаура, попут Hatzegopteryx, такође могу имати распоне крила сличне величине или чак нешто веће. Најтеже живе летеће животиње су Афричка велика дропља (Kori bustard) и велика дропља, са мужјацима који достижу 21 кг. Лутајући албатрос има највећи распон крила од свих живих летећих животиња од 3,63 м. Међу живим животињама које лете над копном, андски кондор и рода марабу имају највећи распон крила од 3,2 м. Студије су показале[тражи се извор] да је летећим животињама физички могуће да досегну распон крила од 18 м, али не постоје чврсти докази да је било која летећа животиња, чак ни азхдарцхид птеросаур, тако велика.[16]

- Најмањи. Не постоји минимална величина за летење ваздухом. Заиста, постоји много бактерија које плутају у атмосфери и које су део аеропланктона.[17] Међутим, за кретање властитом снагом и без претераног утицаја ветра потребна је одређена величина. Најмањи летећи кичмењаци су пчелињи колибри и бумбар слепи миш, оба могу тежити мање од 2 г. Сматра се да представљају доњу границу величине за ендотермни лет.[тражи се извор]
- Најбржи. Најбржа од свих познатих летећих животиња је сиви соко, који путује 300 км/ч или брже. Најбржа животиња у хоризонталном лету може бити мексички шишмиш без репа, за кога се каже да постиже брзину од око 160 км/ч;[18] то мерење не одваја никакав допринос од брзине ветра, па би мерења могла бити узрокована јаким ветром.[19]
- Најспорији. Већина летећих животиња мора да путује напред да би остала у ваздуху. Међутим, нека створења могу остати на истом месту, познатом као лебдење, било брзим замахивањем крилима, као што то чине колибри, осолике муве, вилини коњици и нека друга, или и пажљивим коришћењем термике, као неке птице грабљивице. Као најспорија летећа птица која не лебди забележена је америчка шљука, са брзином од 8 км/ч.[20]
- Највиши лет. Постоје записи да је Рупелов лешинар Gyps rueppelli, велики лешинар, усисан у млазни мотор 11 550 м изнад Обале Слоноваче у Западној Африци.[21] Животиња која најчешће лети највише је планинска гуска Anser indicus, која мигрира директно преко Хималаја између гнездилишта на Тибету и зимовалишта у Индији. Понекад се виде како лете знатно изнад врха Монт Еверест на 8 848 м.[22]

- Најефикасније једрење. Познато је да летеће веверице клизају до 200 м, али измерен однос клизања је око 2. Запажено је да летеће рибе - полетуше клизе стотинама метара по промаји на ивици таласа само са почетним искакањем из воде како би обезбедиле висину, али можда добијају додатно уздизање од кретања таласа. С друге стране, албатроси имају измерен однос подизања и отпора од 20,[23] и стога падају само 1 метар на сваких 20 у мирном ваздуху.
- Најмање маневришуће клизање. Многе клизајуће животиње имају одређену способност окретања, али тешко је проценити која је најокретнија. Запажено је да чак и змије са рајског дрвета, кинеске летеће жабе и мрави који клизе имају значајну могућност да се окрећу у ваздуху.[24][25][26]

## Летеће животиње

### Постојеће

#### Инсекти
- Инсекти. Прве од свих животиња које су развиле лет, инсекти су такође једини бескичмењаци који су развили лет. Врсте су превише бројне да би се овде набрајале. Лет инсеката је активно поље истраживања.

#### Птице
- Птице. Већина од приближно 10.000 живих врста може да лети (птице без лета - тркачице су изузетак). Птичји лет је један од највише проучаваних облика кретања кроз ваздух код животиња.

#### Сисари
- Слепи мишеви. Постоји приближно 1.240 врста слепих мишева, што представља око 20% свих класификованих врста сисара.[27] Већина слепих мишева је ноћна и многи се хране инсектима док ноћу лете, користећи ехолокацију како би се домогли свог плена.[28]

### Изумрли

#### Рептили
- Птеросаури. Птеросауруси су били први летећи кичмењаци и опште је прихваћено да су били софистицирани летачи. Имали су велика крила формирана од патагијума који се протезао од трупа до драматично продуженог четвртог прста. Постојале су стотине врста. Највеће познате летеће животиње су птеросаури.

#### Диносауруси
- Тероподи (клизање и летење). Било је неколико врста диносауруса теропода за које се сматрало да могу да клизе или лете, а које нису класификоване као птице (иако су блиско повезане). Пронађене су неке врсте (Microraptor gui, Microraptor zhaoianus и Changyuraptor) које су биле потпуно пернате на сва четири уда, дајући им четири "крила" за која се верује да су их користили за клизање или летење. Недавна студија показује да је лет можда стечен независно у различитим лозама.[2]

## Клизање животиња

### Постојеће

#### Инсекти
- Клизајући бескрилци. Усмерено ваздушно клизно спуштање налази се код неких тропских арбореалних бескрилаца.[29]
- Клизајући мрави. Радници ових инсеката који не лете секундарно су стекли одређену способност да се крећу ваздухом. Клизање се независно развило у бројним врстама арбореалних мрава из група Cephalotini, Pseudomyrmecinae и Formicinae (углавном Camponotus). Живећи у крошњама прашуме, попут многих других "клизача", клизни мрави користе своје клизање да се врате у дебло дрвета на коме живе ако падну са гране. Cephalotes atreus може да направи заокрете за 180 степени и да лоцира дебло помоћу визуелних знакова, успешно слетевши у 80% случајева.[30] Јединствени међу клизнајућим животињама, Cephalotini и Pseudomyrmecinae мрави прво клизе трбухом, међутим, Forminicae клизе на конвенционалнији начин.[31]
- Клизање незрелих инсеката. Незрели стадијуми без крила неких врста инсеката који имају крила као одрасли, такође могу показати способност клизања. Ово укључује неке врсте бубашваба, мантида, коњица, инсеката Phasmatodea и риличара.

#### Пауци
- Пауци који балонирају (падобранство). Младунци неких врста паука путују ваздухом користећи свилене вучне траке за хватање ветра, као и неке мање врсте одраслих паука, попут породице Linyphiidae. Ово понашање је опште познато као „балонирање“. Пауци који балонирају чине део аеропланктона.
- Клизајући пауци. Неке врсте арбореалних паука из рода Selenops могу клизити назад до дебла дрвета ако падну.

#### Мекушци
- Летећа лигња - Ommastrephidae. Неколико океанских лигњи из ове породице, попут пацифичке летеће лигње, искочиће из воде како би побегле од предатора, што је адаптација слична као код летећих риба.[32] Мање лигње ће летети у јатима, а примећено је да прелазе удаљености и до 50 м. Мале пераје према стражњем делу плашта не омогућавају велико подизање, али помажу у стабилизацији кретања лета. Они излазе из воде избацујући воду из свог левка, заиста је примећено да неке лигње настављају да избацују млаз воде док у ваздуху пружају потисак чак и након напуштања воде. Ово може учинити летеће лигње јединим животињама са кретањем у ваздуху на млазни погон.[33] Уочено је да неонска летећа лигња клизи на удаљености већој од 30 м, брзином до 11,2 м/с.[34]

#### Рибе
- Полетуша. Постоји преко 50 врста летећих риба из породице Exocoetidae. Углавном су то морске рибе мале до средње величине. Највеће летеће рибе могу досећи дужину од 45 cm али већина врста је мања од 30 cm. Могу се поделити на двокрилне и четворокрилне сорте. Пре него што риба напусти воду, повећава своју брзину на око 30 дужина тела у секунди, а како пробије површину и ослободи се воде, може путовати брзином од око 60 км/ч.[35] Клизања су обично до 30-50 м дужине, али неке су примећене како лете стотинама метара користећи узлазну струју на предњим ивицама таласа. Рибе такође могу направити низ клизања, сваки пут урањајући реп у воду да би произвеле потисак напред. Најдужа забележена серија клизања, при чему је риба само повремено урањала реп у воду, била је за 45 секунди (видео овде[36]). Сугерише се да се род Exocoetus налази на еволуционој граници између лета и клизања. Утврђено је да неке летеће рибе могу клизити једнако ефикасно као неке летеће птице.[37]
- Hemiramphidae. Група повезана са Exocoetidae, једна или две врсте поседују увећане грудне пераје и показују прави клизни лет уместо једноставних скокова. Маршал (1965) извештава да Euleptorhamphus viridis може да обухвати 50 м у два одвојена скока.[38]
- Слатководна риба лептир (могуће клизање). Pantodon buchholzi има способност скока и могуће клизање на кратку удаљеност. Може се кретати кроз ваздух неколико пута дужине свог тела. Док то ради, риба замахује великим прсним перајама.[39] Међутим, расправља се о томе да ли слатководна риба лептир заиста може да клизи, Саидел и сар. (2004) тврде да не може.

#### Водоземци
Клизање се независно развило у две породице жаба, Rhacophoridae Старог света и Hylidae Новог света. Унутар сваке лозе постоји низ клизних способности од не-клизања, падобранства до потпуног клизања.
- Rhacophoridae летеће жабе. Бројне врсте Rhacophoridae, попут Валасове летеће жабе (Rhacophorus nigropalmatus), имају адаптације за клизање, а главна карактеристика су увећане мембране прстију. Неке од жаба су прилично усавршиле лебдење, на пример, кинеска летећа жаба Rhacophorus dennysi може да маневрише у ваздуху, правећи две врсте скретања.[40][41]
- Hylidae летеће жабе. Друга породица жаба која садржи "клизаче".[42]

#### Рептили
Неколико гуштера и змија могу клизити:
- Клизање Драко гуштера Летећи змајеви -Драко гуштери. Постоји 28 врста гуштера из рода Драко, пронађених у Шри Ланки, Индији и југоисточној Азији. Живе на дрвећу, хране се мравима, али се гнезде на шумском тлу. Могу клизити до 60 м и на овој удаљености изгубе само 10 м по висини.[35] Необично је да је њихов патагијум (клизна мембрана) ослоњен на издужена ребра, а не као што је уобичајена ситуација међу клизним кичмењацима да имају патагијум причвршћен за удове.
- Клизне лацертиде. У Африци се налазе две врсте клизајуће Lacertidae, из рода Holaspis. Имају ресице на прстима и репу и могу спљоштити своје тело за клизање или падобранство.[43]
- Ptychozoon - летећи гекон. Постоји шест врста клизања гекона, из овог рода, из југоисточне Азије. Ови гуштери имају мале преклопе коже дуж удова, трупа, репа и главе који хватају ваздух и омогућавају им да клизе.[44]
- Luperosaurus летећи гекон. Могући сестрински таксон Ptychozoon-а који има сличне закрилце и наборе, и такође клизи.[44]
- Thecadactylus летећи гекон. Познато је да барем неке врсте Thecadactylus, попут T. rapicauda, клизе.[44]
- Cosymbotus летећи гекон. Сличне адаптације као код Ptychozoon-а налазе се у две врсте рода гекона Cosymbotus.
- Змије Chrysopelea. Пет врста змија из југоисточне Азије, Меланезије и Индије. Змија рајског дрвета на југу Тајланда, Малезије, Борнеа, Филипина и Сулавесија најспособнија је "клизачица" од ових проучаваних змија. Може изузетно да клизи до 100 м и направи заокрете за 90 степени.

#### Сисари
Слепи мишеви су једини слободно летећи сисари. Неколико других сисара може да клизи или пада "падобраном"; најпознатије су летеће веверице и лемури.
- Летеће веверице (потпородица Petauristinae). Постоји више од 40 живих врста подељених између 14 родова летећих веверица. Летеће веверице налазе се у Азији (већина врста), Северној Америци (род Glaucomys) и Европи (сибирска летећа веверица). Насељавају тропско, умерено и субарктичко окружење; познато је да се брзо пењу на дрвеће, али им је потребно неко време да пронађу добро место за слетање.[46] Обично су ноћне животиње и веома су осетљиве на светлост и буку.[47] Забележено је да летеће веверице клизе преко 200 м.
- Anomaluridae или летеће веверице са крљуштима. Ови афрички глодари јарких боја нису веверице, већ су конвергентном еволуцијом еволуирали у летеће веверице. Постоји седам врста, подељених у три рода. Све врсте осим једне имају клизне опне између предњих и стражњих ногу. Род Idiurus садржи две посебно мале врсте познате као летећи мишеви, али на сличан начин нису прави мишеви.
- Колузи или "летећи лемури" (ред Dermoptera). Постоје две врсте колуга. Упркос свом уобичајеном имену, колузи нису лемури; прави лемури су примати. Молекуларни докази указују на то да су колузи сестринска група примата; међутим, неки мамалози сугеришу да су они сестринска група слепих мишева. Пронађен у југоисточној Азији, колуго је вероватно сисар који је највише прилагођен клизању. Могу клизити чак 70 м са минималним губитком висине. Имају најразвијенији пропатагијум од свих клизећих сисара са средњом брзином лансирања од приближно 3,7 м/с;[48] За мајански колуго је познато да започиње клизање без скакања.[9]

- Сифака, врста лемура, а могуће и неки други примати (могуће ограничено клизање или падобранство). Сугерише се да неки примати имају адаптације које дозвољавају ограничено клизање или падобранство: сифаке, индри, галагији и саки мајмуни.[49][50]
- Летећи фалангери (потпородица Petaurinae). Опосуми [51][52][53][54][55][56][57][58][59] пронађени у Аустралији и Новој Гвинеји. Клизне мембране су једва приметне све док не скоче. Приликом скока, животиња испружи све четири ноге и растегне лабаве наборе коже. Подфамилија садржи седам врста.
- Велики клизач (Petauroides volans). Једина врста из рода Petauroides из породице Pseudocheiridae. Овај торбар се налази у Аустралији и првобитно је класификован са летећим фалангерима, али је сада препознат као засебан. Његова летећа опна протеже се само до лакта, а не до зглоба као код Petaurinae.[60] Има издужене удове у поређењу са својим рођацима који не клизе.[9]
- Опосуми са пернатим реповима (породица Acrobatidae). Ова породица торбара садржи два рода, сваки са по једном врстом.

### Изумрли

#### Рептили
- Рестаурација Weigeltisauridae Weigeltisaurus jaekeli из касног перма (пре 259-252 милиона година). Они представљају најстарије познате клизајуће кичмењаке Изумрли гмизавци слични летећем змајевима. Постоји низ неповезаних изумрлих гмизаваца сличних гуштерима са "крилима" као код летећих змајева. Ту спадају каснопермски Weigeltisauridae, тријаски Kuehneosauridae и Mecistotrachelos[61] и кредни гуштер Xianglong. Највећи од њих, Kuehneosaurus, има распон крила од 30 cm, а процењено је да може клизити око 30 м.
- Sharovipterygidae. Ови чудни рептили из горњег тријаса Киргистана и Пољске необично је имао мембрану на својим продужених задњим удовима, продужавајући значајно њихов иначе нормалан патагијум као код летеће веверице. Насупрот томе, предњи удови су много мањи.[62]
- Hypuronector. Овај бизарни дрепаносаур приказује пропорције удова, посебно издужене предње удове, који су у складу са летећом или клизећом животињом са патагијом.[63]

#### Не-птичји диносауруси
- Рестаурација Yi диносауруса из средње јуре у Кини. Scansoriopterygidae је јединствен међу диносаурусима по развоју мембранских крила, за разлику од пернатих профила других теропода.

#### Рибе
- Thoracopteridae је лоза тријаских летећих риба сличних Perleidiformes, које су своје прсне и карличне пераје претвориле у широка крила врло слична онима њихових савремених колега. Ладинијски род Potanichthys најстарији је члан ове кладе, што сугерише да су ове рибе почеле да истражују ваздушне нише убрзо након пермско-тријаског изумирања.

#### Сисари
- Volaticotherium antiquum. Живео је пре око 164 милиона година и користио мембрану коже прекривену крзном за клизање кроз ваздух.[64] Такође се сматра да је и блиско повезан Argentoconodon могао да клизи; живео је пре око 165 милиона година, током средње касне јуре у подручју данашње Кине.[65]
- Харамиди Vilevolodon, Xianshou, Maiopatagium и Arboroharamiya познати из средње-касне јуре у Кини имали су продужену патагију, веома конвергентну са онима код Колугоа.[66]